# Ardeadactylus longicollum
Ardeadactylus longicollum (de Ardea – que significa "garza", y de hecho es el nombre de un género de garzas – y dactylus, que significa "dedo") es la única especie del género monotípico extinto Ardeadactylus, de pterosaurios arqueopterodactiloides pterodactílidos, que vivió durante el Jurásico Superior en la llamada Caliza de Solnhofen de Baviera, al sur de Alemania. Inicialmente considerada como una especie de Pterodactylus. Solo se conocen dos especímenes que aún están en existencia: SMNS 56603, un espécimen inicialmente considerado como perteneciente a la especie "Pterodactylus" suevicus (actualmente Cycnorhamphus suevicus) y el neotipo de la especie, y JME-SOS 2428, un espécimen alojado en el Museo Jura en Eichstätt. Otros especímenes conocidos, incluyendo el holotipo designado por Christian Erich Hermann von Meyer, se perdieron durante la Segunda Guerra Mundial.

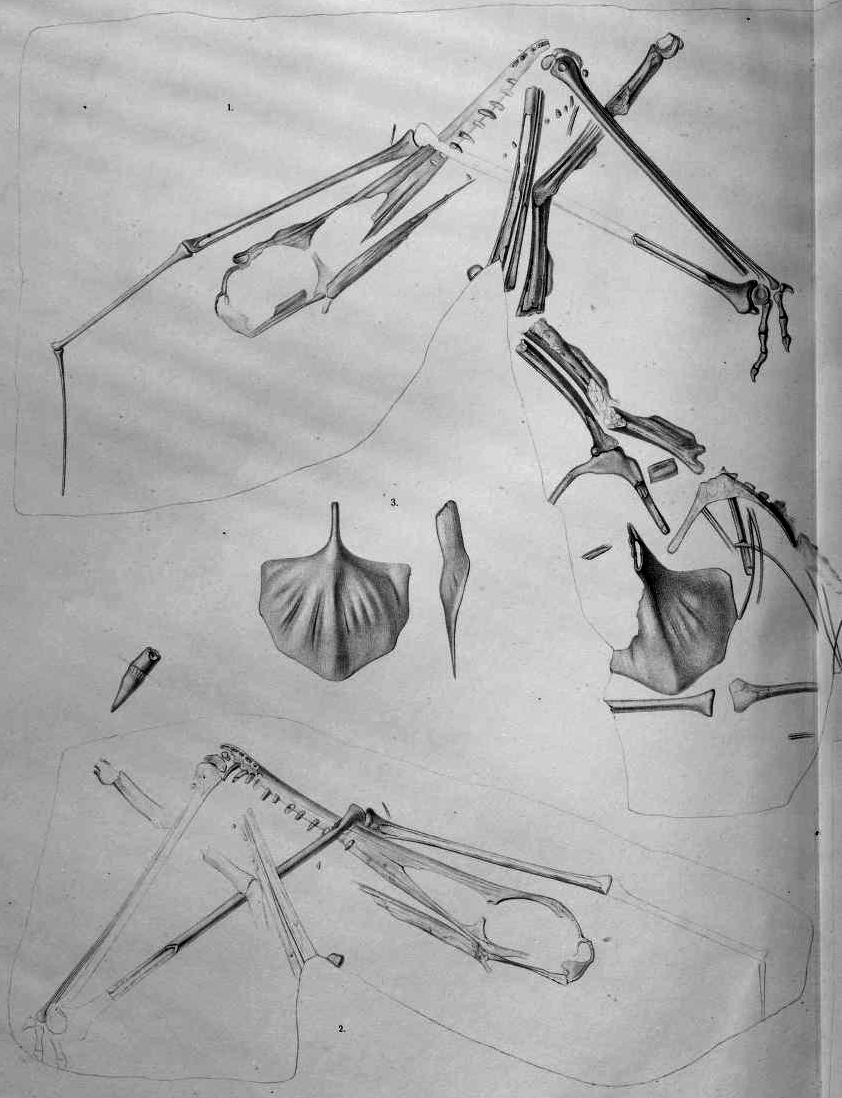
Ilustración del holotipo de 1860

Se piensa que Ardeadactylus era un piscívoro de patas y cuello largo, como las actuales garzas. Era similar a Pterodactylus antiquus en su forma corporal general, pero parece haber sido mucho mayor. Bennett (2013) estimó la envergadura del espécimen neotipo en 1.45 metros; el espécimen referido del Museo Jura es más o menos un 10% mayor. También tenía un menor número de dientes y de mayor tamaño que P. antiquus, lo que posiblemente indica que cazaba peces de mayor tamaño que Pterodactylus.